# Хиндрешть
Хиндрешть, Хиндрешті (рум. Hândrești) — село у повіті Ясси в Румунії. Входить до складу комуни Оцелень.
Село розташоване на відстані 305 км на північ від Бухареста, 42 км на захід від Ясс.

## Населення
За даними перепису населення 2002 року у селі проживали 1208 осіб, усі — румуни. Усі жителі села рідною мовою назвали румунську.